# ماركو بروير
ماركو بروير (بالألمانية: Marco Breuer)‏ هو محاضر ومصور ألماني، ولد في 1966 في لاندسهوت في ألمانيا.

## وصلات خارجية
- ماركو بروير على موقع ميوزك برينز (الإنجليزية)